# مزایده هلندی
مزایده هلندی، (به انگلیسی: Dutch auction) نوعی مزایده است، که مزایده‌گذار، مزایده را با بالاترین قیمتی که مورد نظرش است، آغاز می‌کند، سپس از قیمت به‌طور مداوم کاسته می‌شود، تا زمانی که خریداری برای قیمت پیشنهادی یافته شود یا اینکه قیمت به حداقل از پیش تعیین شده برسد، خریدار، آخرین قیمت اعلام شده را پرداخت می‌کند.
این نوع مزایده برای مواقعی مناسب می‌باشد، که فروش سریع کالاها مهم است، بنابراین فروش تنها با یک پیشنهاد به انجام می‌رسد. این مزایده به دلیل استفاده فراوان آن در حراج گل هلندی به مزایده هلندی مشهور شده است.
مزایده هلندی گاهی برای توصیف مزایده‌های آنلاینی که چندین کالای مشابه در یک زمان و به تعداد برابر از بالاترین پیشنهادها به فروش می‌رسند، نیز به کار می‌رود. اقتصاددانان مزایده اخیر را با عنوان مزایده انگلیسی چندگانه صعودی نیز می‌خوانند. در عمل مشاهده می‌شود که در مزایده هلندی مزایده‌گذار سود بیشتری را از مزایده خواهد برد، چرا که اگر شخصی واقعاً خواهان یک کالا باشد، نمی‌تواند صبر کند تا قیمت کالا خیلی پایین بیاید زیرا هر لحظه ممکن است فرد دیگری پیشنهاد خرید بدهد، که مزایده‌گذار، می‌تواند کالا را اغلب با قیمتی نزدیک به حداکثر به فروش بگذارد.

## مزایده هلندی به زبان بازاری
مزایده هلندی نوعی مزایده است که در آن، مزایده گزار کالایی را برای فروش قرار میدهد و قیمتی بر آن میگذارد. هر لحظه که خریداری برایش پیدا نشود، لحظه بعد قیمت کمتری پیشنهاد میدهد. انقدر این کار تکرار میشود تا در قیمتی کمتر از قیمت اولیه ی مزایده گزار، توافق صورت بگیرد.یعنی مزایده گر میتواند تا حداقل قیمتی که مزایده گزار برای کالایش در نظر دارد ماجرا را ادامه دهد و با نازلترین قیمت ممکن کالا را بخرد.حتما با خود میگویید اگر اینطور باشد، هر مزایده گر ، به قول معروف تا دقیقه نود صبر میکند، تا سود خود را با پا پس کشیدن، بیشتر و بیشتر کند. اما در واقعیت چنین اتفاقی نمی افتد و مزایده گر سریع نرخ مطلوب را روی هوا میزند. چرا؟نه تنها مزایده گرها تا آخرین لحظه صبر نمیکنند که کمترین مبلغ را برای کالای مورد نظرشان بپردازند، بلکه آب دستشان باشد زمین میگذارند و قیمت مورد نظرشان را از دهان مزایده گزار می قاپند. دو دلیل اصلی برای چنین کاری وجود دارد:
از دیدگاه فروشنده: مزایده هلندی تنها و تنها برای کالاهایی استفاده میشود که مدت زمان بسیار کوتاهی جهتِ مصرف کالا وجود دارد. یعنی فروش سریع کالا مد نظر مزایده گزار است. درغیراین صورت هیچ عاقلی حاضر نیست کالایش را به حداقل قیمت بفروشد.از دیدگاه خریدار: آمارها نشان میدهد معمولا مزایده گزار در مزایده هلندی هم سودی مشابه مزایده معمولی دارد چرا که خریدار واقعی صبر نمیکند قیمت به حداقل برسد و مزایده گر دیگری توان خرید کالا را پیدا کند. به خاطر سرعت دررقابت معمولا به همان قیمت مد نظر مزایده گزار، مبادله انجام میشود.چون هم فروشنده نمیخواهد مبلغ کمتری دریافت کند و هم خریدار نمیخواهد رقابت زیاد شود، با اولین پیشنهاد معامله بسته میشود.

## مزایده هلندی برای چه مواقعی مناسب است؟
این نوع مزایده برای مواقعی مناسب می‌باشد، که فروش سریع کالاها مهم است، بنابراین فروش تنها با یک پیشنهاد به انجام می‌رسد. این مزایده به دلیل استفاده فراوان آن در حراج گل هلندی به مزایده هلندی مشهور شده است. مزایده هلندی گاهی برای توصیف مزایده‌های آنلاینی که چندین کالای مشابه در یک زمان و به تعداد برابر از بالاترین پیشنهادها به فروش می‌رسند، نیز به کار می‌رود. اقتصاددانان مزایده اخیر را با عنوان مزایده انگلیسی چندگانه صعودی نیز می‌خوانند. در عمل مشاهده می‌شود که در مزایده هلندی مزایده‌گذار سود بیش‌تری را از مزایده خواهد برد، چرا که اگر شخصی واقعاً خواهان یک کالا باشد، نمی‌تواند صبر کند تا قیمت کالا خیلی پایین بیاید زیرا هر لحظه ممکن است فرد دیگری پیشنهاد خرید بدهد، که مزایده‌گذار، می‌تواند کالا را اغلب با قیمتی نزدیک به حداکثر به فروش بگذارد.